# Cratere Hauptmann
Hauptmann  è un cratere d'impatto presente sulla superficie di Mercurio, a 23,72° di latitudine sud e 180,33° di longitudine ovest. Il suo diametro è pari a 118 km.
Il cratere è stato battezzato dall'Unione Astronomica Internazionale in onore del romanziere e drammaturgo tedesco Gerhart Hauptmann.